# Les espions meurent à l'aube
Pour les articles homonymes, voir Big Game (homonymie).
Pour plus de détails, voir Fiche technique et Distribution.
Les espions meurent à l'aube (titre original : The Big Game) est un film américano-sud-africain réalisé par Robert Day, sorti en 1972.

## Synopsis
Deux aventuriers sont engagés par un savant pour assurer sa protection et garder sa dernière invention, une sorte de radar capable de contrôler le cerveau humain, dispositif auquel plusieurs puissances corrompues s’intéressent dans le but de diriger leurs armées...

## Fiche technique
- Titre : Les espions meurent à l'aube
- Titre original : The Big Game
- Réalisation : Robert Day
- Scénario : Ralph Anders, Robert Day, Stanley Norman
- Photographie : Mario Fioretti
- Montage : Frederick Wilson
- Musique : Francesco De Masi
- Producteur : Stanley Norman
- Société de production : Comet Productions
- Pays d'origine :  États-Unis,  Afrique du Sud
- Langue de tournage : anglais
- Format : couleur — 35 mm — son monophonique
- Genre : thriller, film d'espionnage
- Durée : 95 minutes
- Date de sortie : 1972

## Distribution
- Stephen Boyd : Leyton Van Dyk
- Cameron Mitchell : Bruno Carstens
- Ray Milland : le professeur Handley
- France Nuyen : Atanga
- Brendon Boone : Jim Handley
- Michael Kirner : Mark Handley
- Marié du Toit (af) : Lucy Handley
- John van Dreelen : Lee